# Peloides termales
Los peloides  son agentes terapéuticos, después de todo termoterapéuticos, constituidos por un componente sólido más o menos complejo y otro líquido, que puede ser agua mineromedicinal, de mar o de lago salado.

El término peloide procede de la palabra griega “Pelós” (πηλός), es decir, fango. Esta denominación fue acordada por la Internacional Society of Medical Hydrology (ISMH) en 1937, que aceptó esta terminología frente a la latina Lutum, que también se utiliza como sinónimo de fango termal (de ahí procede ilutación o aplicación de peloide). Años más tarde, en el congreso de la ISMH de 1949, se acuerda la definición de peloide, que queda como sigue: “Se designa peloide a los productos naturales consistentes en la mezcla de un agua mineral, comprendidas el agua de mar y la de lagos salados, con materias orgánicas o inorgánicas, resultantes de procesos geológicos o biológicos o a la vez geológicos y biológicos, utilizados en terapéutica en forma de emplastos o baños”.

Del término peloide deriva peloterapia, que en Hidrología Médica se define como la aplicación, por vía tópica, general o local, de fangos termales o peloides con un fin terapéutico, constituyendo una de las técnicas de elección en la terapia o cura termal que se lleva a cabo en los balnearios, estaciones termales y centros de talasoterapia especializados.
Otras denominaciones de los peloides (en inglés, peloid) son: Boue, Fango, Gyttya, Limon, Lutum, Moor, Peat, Sapropel, Schlick, Seaweed, Torf, Termal Mud.

Los peloides termales, además de ser agentes terapéuticos, también se utilizan por sus propiedades dermocosméticas.

## Composición
El peloide termal es una mezcla heterogénea de al menos dos componentes, uno sólido y otro líquido. En su composición interviene un sustrato sólido, fundamentalmente mineral (sedimentos, arcillas,…), y un componente líquido, más frecuentemente agua mineromedicinal, de mar o de lago salado.

Básicamente se compone de:

- Sustrato sólido: está constituido por una fracción mineral y una fracción orgánica.

La fracción mineral puede estar constituida por los precipitados de las aguas mineromedicinales, por arcillas, por sedimentos o por turbas.
Los precipitados de las aguas mineromedicinales están constituidos por los materiales procedentes de la sedimentación de las partículas en suspensión que contienen estas aguas. El material que se obtiene es muy fino y regular desde el punto de vista granulométrico y en él se encuentran silicatos (micas, arcillas, feldespatos), carbonatos (calcita, magnesita, siderita), sulfatos (yeso, barita), halogenuros (sal gema, fluorita,...), sulfuros y sulfosales, etc. A estos compuestos se suman frecuentemente óxidos-hidróxidos de hierro, junto con otros elementos como cobre, manganeso, etc. 

Las arcillas constituyen muy frecuentemente el componente sólido de los peloides ya que permiten obtener una buena calidad del producto en cuanto a plasticidad y propiedades térmicas. 

Los sedimentos pueden proceder de la erosión de la corteza terrestre y que se obtienen de los cienos de los ríos, lagos, de los bordes marinos o de yacimientos mineros. Están constituidos por mezclas de materiales diversos, donde las arcillas, las arenas silíceas o calcáreas y los materiales orgánicos húmicos que contienen les proporcionan sus propiedades coloidales. 

Las turbas se obtienen en los terrenos turbíferos de diferentes zonas y que se componen fundamentalmente de residuos vegetales y materias húmicas. Poseen un alto contenido orgánico.

La fracción orgánica, compuesta por residuos vegetales (aminoácidos, ácidos orgánicos, hidratos de carbono, etc.) y la fracción húmica, denominada genéricamente humus (compuesta por celulosa, glúcidos, pectinas, proteínas, pigmentos, etc.), varía según las condiciones ambientales del origen.

Cuadro 1

- Fracción acuosa procedente del agua mineromedicinal, de mar o lago salado, es la fase dispersante de esta suspensión.
- Fracción de origen biológico: flora característica que se va a desarrollar en el curso de la maduración y que depende del sustrato, de la composición y termalidad del agua: bacterias y zooplancton.Investigaciones con peloides y arcillas

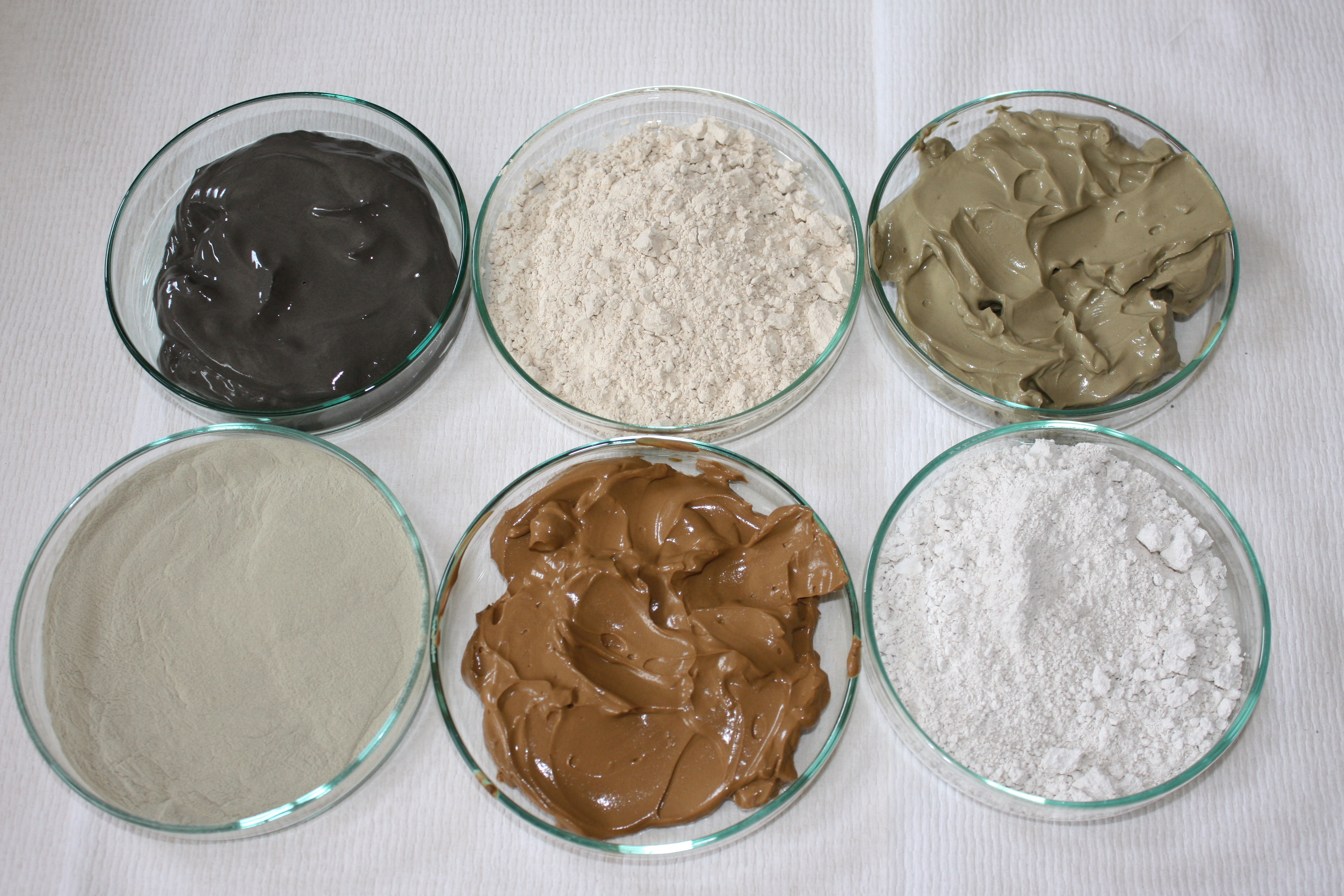
Investigaciones con peloides y arcillas

## Clasificación
La clasificación actual de peloides se acordó en la Conferencia de la I.S.M.H. en Dax (1949). Se establecen distintos grupos en función del componente sólido y origen del peloide, la naturaleza y temperatura de las aguas minerales, así como las condiciones de maduración (tabla1).

Tabla 1

- Fangos o lodos: son mezclas hipertermales o hipertermalizadas de un componente sólido, predominantemente arcilloso, y un componente líquido, generalmente agua sulfurada, sulfatada o clorurada, producidas espontáneamente o mediante operaciones de maduración y combinación con aguas termales (en tanque). Son el grupo más usado.

La fracción orgánica de los lodos contiene sulfobacterias, ferrobacterias, algas, infusorios, además de residuos orgánicos diversos procedentes de la degradación orgánica del suelo (restos vegetales, residuos animales, etc.). Esta fracción que no se mineraliza denomina “humus”.
Otras denominaciones derivadas de su contenido en humus son mor, mul, y el moder, en los que varía la proporción del componente orgánico.

Los fangos termales también se pueden clasificar por el tipo de aguas con las que se maduran; así tendremos fangos sulfurados, clorurado-sódicos o salino-yódicos. Los más usados son los que contienen en su fase líquida aguas sulfuradas o cloruradas, madurados in situ o artificialmente en tanques.

Algunos ejemplos de fangos termales son: Abano-Montegrotto en Italia, Dax en Francia y Archena en España.
- Limos: están constituidos por mezclas de un componente sólido (arcilla, sílice y calizas) y un componente líquido, agua marina o de lago salado (raramente agua mineral). El origen del componente sólido suele ser el fondo de lagunas o lagos salados, por lo que suele ser abundante el contenido en cloruros, sulfatos, carbonatos y fosfatos, con un componente orgánico mayor que los fangos. Se extraen siempre en su lugar de origen para posteriormente sufrir procesos de empastamiento.

Los limos más famosos son los del Mar Negro; también se encuentran en Bretaña (Francia) y en el Mar Menor en Lopagán (Murcia, España). Un lodo característico es el del mar Muerto en Israel que es una mezcla de sedimentos de este mar, es decir un limo, mezclado con las aguas sulfuradas de la región.
- Turbas: son peloides hipertermalizados constituidos por un componente sólido de naturaleza turbosa y un componente fluido de aguas minerales termales cloruradas, sulfuradas, ferruginosas,… a veces de agua de mar o agua dulce mineralizada artificialmente.

El componente sólido está constituido por vegetales en descomposición y es el más abundante; el componente inorgánico puede llegar al 40% y varía según la composición de la turbera.

Son muy usadas en el norte de Alemania, Austria, Bélgica, República Checa y otros países del Este donde se emplean con fines médicos, en medicina veterinaria y en nutrición. Son muy famosas las turbas de Neydharting (Austria) que se exportan a numerosos países para su uso en reumatología y traumatismos del deporte. Actualmente se están realizando el aprovechamiento de las turbas en Finlandia tanto para uso termales como cosméticos.

- Biogleas: son peloides orgánicos naturales (denominados muffe en Italia), constituidos por algas y bacterias -procedentes de fuentes sulfuradas- y un componente líquido, generalmente agua mineral sulfurada.

Este conjunto de algas y bacterias que se forman en las aguas sulfuradas -y terrenos pantanosos- se agrupan en capas gelatinosas en la superficie o en suspensión, constituyendo una flora cuya función principal es la oxidación de los compuestos azufrados (sulfhídrico, sulfitos, sulfatos,..) y por ello se ha denominado también “sulfuraria”. En Francia se denomina “baregina”, ya que se describió por primera vez en el balneario de Barèges.

Bioglea y microalgas en el Balneario de Lobios

Frecuentemente, los balnearios que poseen aguas sulfuradas utilizan estas biogleas en la preparación de peloides a base de arcillas, como parte integrante de la fracción biológica, enriqueciendo éstos con las sustancias que se generan en el proceso de maduración.

En algunos peloides orgánicos del mismo tipo, el componente líquido puede no ser agua sulfurada; son las denominadas “otras biogleas” se caracterizan por no poseer componente azufrado, con ausencia por tanto de bacterias como de algas cuyo metabolismo se asocia al azufre.

- Sapropelli y Gyttja: son peloides mixtos, con un componente sólido de naturaleza orgánica-inorgánica, y componente líquido agua termal o salina.

El componente sólido se obtiene de los fondos de lagos de agua dulce (más raramente lago salado o laguna turbífera), donde se ha producido una descomposición anaeróbica (sapropelli = cieno putrefacto). En su composición se pueden encontrar capas de sílice, calcáreas, etc. pero también ácidos húmicos y elementos minoritarios y traza como Fe, Cu, Mn, etc., además de un porcentaje de arena, arcilla y sales. En el sapropelli el componente líquido es agua sulfurada y en la gyttja agua salina o marina. Son muy usados en los países del Este de Europa.

## Preparación y maduración de los peloides
Los fangos termales o peloides más usados se preparan con las arcillas y sedimentos. La mezcla debe sufrir un proceso de maduración y eutermización, pero actualmente se admite la denominación de peloides extemporáneos.

El proceso de maduración puede durar entre 3 y 20 meses, originando cambios importantes en las propiedades técnicas de las arcillas, como consecuencia de la profunda interacción entre las distintas fases implicadas y la actividad biológica desarrollada por distintos microorganismos y sus productos metabólicos. La elección del material y condiciones adecuadas debe tener claramente en cuenta factores tales como composición mineral, quimismo, pH, textura, granulometría, composición microbiológica y materia orgánica. Conviene señalar la importancia del control de la presencia de determinados elementos traza potencialmente tóxicos y de su movilidad durante el proceso de maduración, como As, Sc, Tl, Pb, Cd, Cu, Zn, Hg, Se y Sb, con objeto de evitar posibles intoxicaciones durante el tratamiento. 

Se considera que este largo proceso de maduración es necesario para que se produzcan los fenómenos físicos, químicos y biológicos oportunos para que la mezcla de sus componentes (minerales, orgánicos y celulares) adquiera las condiciones y características propias de los peloides. Este concepto ha cambiado en los últimos años al lograrse forzar la maduración, consiguiéndose un peloide madurado en mucho menos tiempo. Tal es el caso de los peloides del balneario de Dax (Francia) que ha conseguido reducir el tiempo de maduración a dos semanas.

Según su modo de preparación se pueden agrupar en:
- Peloides madurados, que pueden ser dos tipos: peloides madurados de manera natural, es decir, aquellos sedimentos que han estado en contacto con el agua mineromedicinal o de mar largo tiempo, y peloides madurados artificialmente, que se preparan en grandes piscinas o tanques y sufren un proceso de maduración que puede oscilar entre 2 semanas y varios meses.

- Peloides extemporáneos, es decir, que se preparan en el momento de su uso. Son mezclas de barros y arcillas a los que únicamente será necesario adicionar el agua mineromedicinal o de mar para mejorar sus propiedades mineralizantes; en algunos casos se mantienen un día o dos en un mezclador con agitación para que alcancen sus propiedades plásticas óptimas.

El proceso de maduración en los fangos y las turbas es similar, generalmente en piscinas o tanques, pero en los limos y biogleas se trata más de un proceso de recolección, amasamiento y homogeneización; de la misma manera se realiza con los sapropellis y gyttya.

## Características generales y propiedades físicas
Los diferentes tipos de peloides poseen una serie de propiedades genéricas que pueden condicionar su aplicación, especialmente aquellas relacionadas con la capacidad calorífica y conductividad térmica, así como la capacidad de retención de agua y plasticidad.
- Aspecto. Los peloides son masas compactas más o menos homogéneas según sea su complejo coloidal hidrófilo que favorece la mezcla de sus componentes sólido y líquido. Es deseable que formen una masa esponjosa y moldeable para facilitar su aplicación.
- Color. Presentan gran variabilidad, desde el gris verdoso al marrón oscuro, siendo en general más oscuros cuanto mayor es su contenido en sulfuro de hierro.
- Olor. Condicionado por el contenido en sulfuro de hierro, ya que si este falta, no presentan características reseñables.
- Sabor. Depende esencialmente del componente líquido del peloide, pudiendo ser estíptico, metálico, salado, amargo, alcalino, etc.
- Capacidad de intercambio iónico. Esta propiedad la presentan en mayor o menor grado todos los minerales de arcilla y en los peloides puede dar lugar a cambios iónicos con los elementos de las aguas mineromedicinales empleadas en su preparación y maduración.
- pH. El pH de un peloide es importante a la hora del contacto con la piel, ya que si éste es muy alcalino o muy ácido puede modificar el equilibrio fisiológico del manto cutáneo y alterar por tanto sus propiedades y su fisiología. El pH va a depender de la composición química del peloide -o de la arcilla con que se ha elaborado- y del pH del agua mineromedicinal con la que se haya mezclado. Generalmente los fangos y los sapropellis poseen un pH neutro o alcalino (pH entre 6 y 10) y las turbas pueden oscilar entre pH muy ácido, desde 1.5, hasta 8.5.
- Homogeneidad y plasticidad. Cuanto mayor sea cada una de estas propiedades tanto mejor será la adaptación a la superficie corporal sobre la que se aplica. Se relacionan fundamentalmente con el carácter coloidal y están estrechamente relacionadas con el contenido acuoso.
- Capacidad de retención de agua. Es la cantidad de agua que por gramo de producto virgen o en estado nativo es capaz de retener un peloide. Generalmente oscila entre el 30 y el 50%, y es tanto mayor cuanto mayor es el porcentaje de coloides hidrófilos y materia orgánica; así, en las turbas, este porcentaje puede alcanzar el 90%. La cantidad de agua absorbida por el fango determina su plasticidad y de ella depende el comportamiento térmico.
- Componente sólido. Es el residuo que queda después de someter el peloide a una temperatura de 105 °C, hasta su total desecación. Cuando la temperatura se eleva a 850 °C, se obtienen las cenizas. A partir del componente sólido también se puede determinar el contenido en agua.
- Viscosidad. Está igualmente ligada a la estructura coloidal. La noción de viscosidad está estrechamente ligada al contenido en agua del fango y de ella dependen una serie de factores como la capacidad térmica, la concentración iónica y la dilución de sus componentes orgánicos. Esta propiedad además es importante para la buena manejabilidad y aplicación de los peloides; en general, los peloides elaborados a partir de arcillas tipo esmectitas (hinchables) son más viscosos y plásticos que los elaborados con otros tipos de arcillas, y también más que los preparados con turbas.
- Densidad. Es tanto mayor cuanto mayor sea su contenido en cenizas, disminuyendo con la hidratación de la fase sólida. La densidad también va a condicionar la manejabilidad del peloide, por lo que son deseables densidades altas.
- Capacidad calorífica. Es una de las propiedades más importantes de los peloides, ya que va a determinar en gran medida su comportamiento térmico. Se utiliza el calor específico Cp y, en general, es deseable un alto calor específico, junto con una baja conductividad térmica para mantener durante el mayor tiempo posible el efecto termoterápico en la zona de aplicación.
- Conductividad térmica. La capacidad de ceder o transmitir energía térmica es muy importante en peloterapia; para ello se preferirán peloides con baja conductividad térmica para que el efecto térmico sea más duradero. La conductividad es dependiente, en gran parte, del contenido acuoso del peloide y, por tanto, íntimamente relacionada con su capacidad de retener agua y escasamente con su contenido mineral. En general, los peloides son malos conductores del calor puesto que es considerable su capacidad retentiva; las turbas -cuando se aplican en forma de cataplasma- poseen una retentividad mayor que el resto de los peloides ya que la transmisión de calor por convección se encuentra muy disminuida. Esta propiedad justifica el que en las aplicaciones de peloides se toleren temperaturas más elevadas que en la aplicación de técnicas de hidroterapia (el agua es mucho mejor conductora) y, por tanto, que la temperatura indiferente de los peloides se considere más alta que la del agua.

## Historia
Los peloides o fangos termales han sido utilizados por el ser humano desde la antigüedad y existen referencias de su uso por los antiguos egipcios y griegos. Plinio el Viejo en su obra “Naturalis historiae” trata del uso de los barros volcánicos para alteraciones del estómago e intestinos, lo que muestra el interés de los romanos por el tratamiento con fango, y Dioscórides cita el uso de las tierras y arcillas en sus escritos.

A finales del siglo XIX y comienzos del XX, con el auge del termalismo, se desarrollan numerosas villas termales en Francia, Italia, Alemania, República Checa, Rumania, Rusia, Hungría, etc., en las que usan los fangos termales en sus tratamientos. En Francia Dax, Balaruc, Luchon, Bourbonne-les Bains, Barèges, etc., se convierten en centros de referencia, mientras que en Italia destacan los fangos de la cuenca Euganea con balnearios como Abano, Acqui, Montecatini, etc. que alcanzan su esplendor en esta época y que continúan en la actualidad.

En los últimos años se han desarrollado numerosas investigaciones científicas que muestran sus acciones y estudian su composición química, especialmente en Italia, Francia e Israel.

## Aplicaciones y técnicas
La principal acción de los peloides es la termoterápica, aunque se ha demostrado que el paso de iones y otras sustancias a través de la piel intervienen en sus acciones terapéuticas, fundamentalmente mediando en los mecanismos inflamatorios. Existen numerosos estudios que evidencian los efectos y acciones en diversas patologías, principalmente del aparato locomotor y en reumatología (artropatías inflamatorias y degenerativas, procesos álgicos, fibromialgia y osteoporosis), en dermatología y dermocosmética (psoriasis, dermatitis serborreica, acné), rehabilitación en medicina deportiva y otros.,

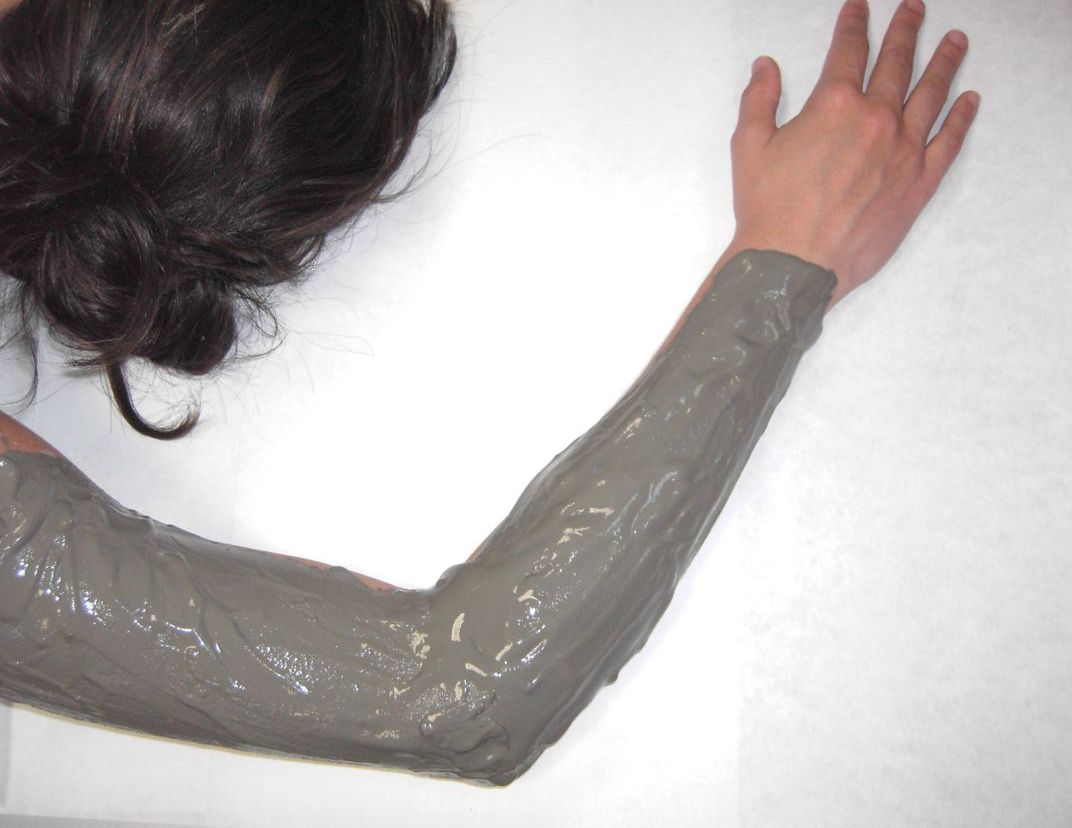
Aplicación de peloide

Los peloides se aplican en forma de emplastos o envolturas, localizadas o generales -denominadas también ilutaciones- generalmente mezclados con el agua mineromedicinal en el caso de los balnearios o el agua de mar en los centros de talasoterapia. Menos frecuente es su aplicación en forma de baños, por la cantidad de producto que requiere, aunque se pueden utilizar como aditivo en el agua de baño.
Se pueden establecer dos tipos de aplicaciones: los baños de mayor o menor extensión y las aplicaciones locales.
- Aplicaciones en forma de baños

El peloide adecuadamente homogeneizado y termalizado se coloca en las bañeras o dispositivos apropiados según la parte del cuerpo que se va tratar. Se usan poco ya que requiere una gran cantidad de producto.

El paciente se sumerge en estas bañeras o piletas que contiene el peloide a una temperatura que oscila entre 38 y 45 °C por término medio (de 38 a 45 °C en el fondo de la bañera y de 36 a 39 °C en la superficie) y se mantiene en este medio durante un tiempo de 15 a 30 minutos. La aplicación va seguida de una ducha general o baño de limpieza.

Los baños puede ser totales, semibaños, parciales de extremidades, etc., teniendo en cuenta que cuanto más limitada sea la aplicación, más se puede elevar la temperatura y el tiempo de aplicación. Un tipo especial de bañera es la que se emplea en balnearios alemanes, donde una lona permite llenar el baño únicamente en un cuarto de su capacidad, envolviendo con la misma al paciente para mantener la temperatura y que el peloide alcance toda la superficie corporal.
- Aplicaciones en forma de emplastos y envolturas

Aplicaciones que se circunscriben a una parte del cuerpo: abdomen y zona pelviana, hombro, codos, muñecas, rodillas, columna vertebral, en forma de emplastos. Se aplica el peloide directamente sobre la zona a tratar o previamente extendido sobre una lona o tela impermeabilizada de tamaño adecuado a la zona; el grosor de la capa puede oscilar entre varios milímetros hasta unos 10 centímetros según el efecto pretendido, ya que cuanto más gruesa sea, más se mantendrá el calor. Si se trata el cuerpo completo, la capa suele ser fina, con la consistencia de un ungüento.
La temperatura de aplicación varía entre 39 °C y 50 °C según la prescripción médica y la extensión del área de tratamiento. Posteriormente el paciente se envuelve en una sábana impermeable y se cubre con una manta; también se puede aplicar una fuente de calor, ya sea mediante radiación infrarroja o una manta térmica. El tiempo de tratamiento es de 15-20 minutos según la tolerancia del paciente y el efecto deseado.

También se pueden aplicar en forma de compresas, de manera que el fango está envuelto en una doble capa de celulosa u otro material poroso biodegradable, aplicándose al paciente sin necesidad de realizar un lavado posterior de la zona.
En el caso de aplicación de limos, es frecuente el uso del método egipcio, en el que se impregna al paciente con el limo y a continuación se expone a la acción térmica de los rayos solares. Este es el caso de los limos de Mar Muerto (Jordania e Israel) y en el Mar Menor en Murcia. Posteriormente se retira con ducha o baño.

Existen también aplicaciones especiales, como las compresas de peloides frías (más raramente en forma de cataplasmas) en algunas alteraciones de la piel que se acompañan de picor, o en los estadios iniciales de inflamaciones o contusiones para prevenir la hinchazón y el dolor. La temperatura recomendada es alrededor de 20 °C. También se pueden usar en casos de secuelas de flebitis combinando con aplicaciones de balneación.

En todos los casos, la peloterapia debe ir seguida de un tiempo de reposo en lecho o tumbona, durante 10 a 30 minutos.
Las curas se suelen realizar en ciclos de 15 a 20 aplicaciones, diarias o en días alternos, siendo recomendable repetir el tratamiento cada 6 meses o un año según sean las respuestas obtenidas y la prescripción médica. 